# György Mészáros
György Mészáros (n. 30 aprilie 1933, Budapesta, Regatul Ungariei – d. 14 septembrie 2015, Budapesta, Ungaria) a fost un caiacist ce a reprezentat Ungaria, medaliat olimpic. A participat la 2 ediții ale Jocurilor Olimpice (1960, 1964) în care a câștigat două medalii de argint.